# Tumor Dormancy
Mit dem englischen Begriff Tumor Dormancy (wörtlich ‚Tumorruhe‘, dormancy = Dormanz, ‚Ruhezustand‘) bezeichnet man in der Onkologie die Phase eines malignen Tumors, in dem ein Wachstumsstillstand vorliegt und der Tumor in einem scheinbar „schlafenden“ Zustand verharrt. In dieser Ruhephase sind zwar Tumorzellen vorhanden, eine Tumorprogression ist jedoch klinisch nicht wahrnehmbar. Diese Ruhephase, in der die Krebszellen sich unterhalb der Detektionsschwelle konventioneller Diagnostik befinden, kann Monate bis mehrere Jahrzehnte andauern.
Deutschsprachige Begriffe, wie beispielsweise Tumorschlaf oder schlafender Tumor, sind in der Literatur bisher kaum etabliert.

## Pathologie und Prävalenz
Die Ursache für Tumor Dormancy kann prinzipiell ein angehaltener Zellzyklus oder ein dynamisches Gleichgewicht zwischen Zellproliferation (Neubildung von Zellen; im Beispiel Krebszellen) und Apoptose (programmierter Zelltod) sein. Die Tumor Dormancy ist definiert als die Zeitspanne zwischen der karzinogenen Transformation und dem Beginn des nicht mehr aufzuhaltenden progressiven Tumorwachstums.
Es gibt eine Reihe von Belegen, die Hinweise darauf liefern, dass mikroskopisch kleine, im Ruhezustand befindliche Tumoren in sonst gesunden Individuen ausgesprochen häufig sind. Bedingt durch die geringe Größe, ihre nicht-invasiven Eigenschaften und das Fehlen von Symptomen, bleiben diese Tumoren in den meisten Fällen unentdeckt. Erst in den 1990er Jahren erkannte man, dass Tumor Dormancy erheblich häufiger verbreitet ist, als man ursprünglich annahm. Bei der Obduktion von Unfallopfern können bei den meisten dieser Personen mikroskopisch kleine Tumoren festgestellt werden. Dass sich daraus in den wenigsten Fällen klinisch relevante Krebserkrankungen entwickeln, wird mehreren Mechanismen zugeschrieben. Diskutiert werden dabei unter anderem die körpereigene Immunüberwachung, eine Blockade beziehungsweise die fehlende Fähigkeit der Gefäßneubildung (Angiogenese) und ein Ausstieg aus dem Zellzyklus. Die Vorgänge, die einer Tumor Dormancy zugrunde liegen, sind noch weitgehend unklar. Eine genauere Kenntnis der Prozesse, die diesen Effekt bewirken können, kann zukünftig einen erheblichen Einfluss auf Diagnostik und Therapie von Krebserkrankungen haben.
Ein wichtiger Faktor, der die Tumor Dormancy beeinflusst, ist die Angiogenese. Für das Wachstum eines soliden Tumors über ein Volumen von 1 bis 2 mm³ hinaus ist die Neubildung von Blutgefäßen notwendig, damit die Tumorzellen ausreichend mit Nährstoffen und Sauerstoff versorgt werden können. Ohne die Fähigkeit, neue Blutgefäße für die Versorgung ausbilden zu können, bleiben diese nicht-angiogenen Neoplasien auf eine symptomlose und klinisch nicht relevante Größe beschränkt. Die Nährstoffversorgung wird über Diffusion gewährleistet. Die hohe Proliferationsrate der entarteten Zellen wird durch eine Zunahme an absterbenden Krebszellen ausgeglichen. Es stellt sich ein dynamisches Gleichgewicht zwischen neuen und absterbenden Zellen ein, was ein Stillstand des Tumorwachstums bedeutet.
Die Gefäßneubildung wird durch verschiedene Botenstoffe geregelt. Als Aktivatoren der Angiogenese sind VEGF (Vascular Endothelial Growth Factor) und FGF-1 (acidic Fibroblast Growth Factor) und FGF-2 (basic Fibroblast Growth Factor) bekannt. Dagegen sind beispielsweise α-Interferon, Plättchenfaktor 4 (PF4) und Angiostatin Inhibitoren der Angiogenese. Während der Phase der Tumor Dormancy, so die Modellvorstellung, überwiegen die Inhibitoren oder es besteht ein Gleichgewicht zwischen beiden Seiten. Verschiebt sich das Gleichgewicht in Richtung der Aktivatoren, so kommt es zu einer Ausbildung von Blutgefäßen zur Versorgung des Tumors. Verschoben wird dieses Gleichgewicht durch genetische Veränderungen in den Tumorzellen während der Tumorigenese, das ein Hochregulieren der Expression von proangiogenen Faktoren bewirkt. Man spricht in diesem Zusammenhang von einem angiogenic switch („angiogener Schalter“),, bei dem der Tumor vom avaskulären in den vaskulären Zustand übergeht.
Der Wechsel in den vaskulären Zustand wird allerdings nicht von allen Tumorzellen vollzogen. Nur etwa 4 bis 10 % der Zellen entsprechen dem angiogenen Phänotyp.
Warum und wodurch einige der Tumorzellen die Tumor Dormancy verlassen und angiogen aktiv werden, ist nicht vollständig geklärt. Der angiogenic switch selbst kann durch Hypoxie (Sauerstoffmangel im Gewebe), weitere Mutationen im Genom der Tumorzellen oder über die Aktivierung von Onkogenen beziehungsweise die Deaktivierung von Tumorsuppressorgenen, ausgelöst werden. Danach werden vermehrt angiogenesestimulierende Botenstoffe exprimiert, wodurch neue Blutgefäße in den Tumor einwachsen. Dadurch wird der Tumor an das Blut- und Lymphsystem angeschlossen und der Weg zu einem exponentiellen Größenwachstum und letztlich auch zur Metastasierung geöffnet.

## Medizingeschichte
Der Begriff der Tumor Dormancy wurde erstmals 1934 von dem australischen Pathologen Rupert Allan Willis (1898–1980) in seiner Monografie Spread of tumours in the human body geprägt. Er stellte fest, dass nach einer vermeintlich kurativen Entfernung des Primärtumors, sich nach einer langen Latenzzeit Tumormetastasen bilden können. Bis in die 1990er Jahre glaubte man, dass die Tumorzellen in der G0-Phase des Zellzyklus verharren und dann wieder reaktiviert werden. Diese Hypothese konnte im Tierversuch widerlegt werden. Das Modell einer ausgeglichenen Proliferations- und Apoptoserate wurde 1995 ebenfalls aus Tierversuchen heraus entwickelt.
Wesentliche Beiträge zur Tumor Dormancy stammen von dem US-amerikanischen Arzt und Zellbiologen Judah Folkman.

## Weiterführende Literatur
- S. H. Wang, S. Y. Lin: Tumor dormancy: potential therapeutic target in tumor recurrence and metastasis prevention. In: Experimental hematology & oncology. Band 2, Nummer 1, 2013, ISSN 2162-3619, S. 29, doi:10.1186/2162-3619-2-29, PMID 24502434, PMC 4176492 (freier Volltext).
- H. Nieß, C. Conrad u. a.: Tumorangiogenese. In: J. R. Siewert, M. Rothmund, V. Schumpelick (Hrsg.): Onkologische Chirurgie. Springer, 2010, ISBN 3-642-03807-7, S. 78. eingeschränkte Vorschau in der Google-Buchsuche.
- E. Yefenof: Premalignancy and Tumor Dormancy. Verlag Hodder Arnold, 1996, ISBN 0-412-10441-5.
- J. Folkman: The role of angiogenesis in tumor growth. In: Seminars in Cancer Biology 3, 1992, 65–71. PMID 1378311 (Review).
- E. F. Wheelock u. a.: The tumor dormant state. In: Advances in Cancer Research 34, 1981, S. 107–140. PMID 7025590 (Review).
- K. Khazaie, S. Prifti, P. Beckhove, A. Griesbach, S. Russell, M. Collins, V. Schirrmacher: Persistence of dormant tumor cells in the bone marrow of tumor cell-vaccinated mice correlates with long-term immunological protection. In: Proceedings of the National Academy of Sciences of the United States of America. Band 91, Nummer 16, August 1994, S. 7430–7434, PMID 8052600, PMC 44414 (freier Volltext).
- C. Winterhalder: Tumorforschung am dreidimensionalen Zellkultursystem. (PDF; 5 MB) Dissertation, Albert-Ludwigs-Universität Freiburg im Breisgau, 2001.
- T. Krause: Genexpressionsanalyse der kokulturellen Verhältnisse zwischen Tumor- und Endothelzellen. (PDF; 615 kB) Dissertation, Wilhelms-Universität Münster, 2006.
- M. Kerber: Die Rolle von knochenmarkabstammenden Mikroglia in der Gliomangiogenese und deren Rekrutierungsmechanismen (PDF; 11,7 MB) Dissertation, Albert-Ludwigs-Universität Freiburg im Breisgau, 2008.
- M. A. Bürkle: Effekt einer Antagonisierung der αv-Integrine auf Angiogenese, Wachstum und Metastasierung solider Tumoren in vivo. Dissertation, LMU München, 2002.